# 蝦眼水
蝦眼水，即清水加熱至沸點前，氣泡呈「蝦眼」大小黏著煲底，大約為攝氏75至80度的微滾狀態。廣東人傳統認為用這種溫度的水泡茶，茶葉的香味才能得到最好的發揮。